# Новосергієвський район
Новосе́ргієвський район (рос. Новосергиевский район) — муніципальний район Оренбурзької області Російської Федерації.
Адміністративний центр — селище Новосергієвка.

## Географія
Новосергієвський район розташований в центральній частині Оренбурзької області, займаючи відрізки долин річок Кіндельки, Самари і її правих приток — Кувай, Великий і Малий Уран, Тока.
Межує з Александровським, Переволоцьким, Ілецьким, Ташлинським і Червоногвардійським районами, а також Сорочинським міським округом області.

## Історія
Північно-східна частина району входила до складу Ток-Суранського кантону (Ток-Чуранського) Автономної Башкирської Республіки з листопада 1917 року по жовтень 1924 року. Район утворений в 1934 році. 3 квітня 1959 року до складу району увійшла територія ліквідованого Покровського району.

## Населення
Населення — 34144 особи (2019; 36322 в 2010, 37837 у 2002).

## Адміністративний поділ
Район адміністративно поділяється на 19 сільських поселень:
| Поселення                      | Площа, км² | Населення, осіб (2002) | Населення, осіб (2010) | Населення, осіб (2019) | Центр             | Населені пункти |
| ------------------------------ | ---------- | ---------------------- | ---------------------- | ---------------------- | ----------------- | --------------- |
| Барабановська сільська рада    | 200,72     | 987                    | 913                    | 816                    | Барабановка       | 4               |
| Берестовська сільська рада     | 184,24     | 677                    | 547                    | 444                    | Берестовка        | 3               |
| Герасимовська сільська рада    | 129,81     | 1002                   | 906                    | 801                    | Герасимовка       | 2               |
| Краснополянська сільська рада  | 140,36     | 529                    | 591                    | 509                    | Красна Поляна     | 3               |
| Кувайська сільська рада        | 282,75     | 1241                   | 1151                   | 982                    | Кувай             | 3               |
| Кулагінська сільська рада      | 347,91     | 1461                   | 1334                   | 1189                   | Кулагіно          | 3               |
| Кутушівська сільська рада      | 60,55      | 540                    | 544                    | 477                    | Кутуш             | 3               |
| Лапазька сільська рада         | 264,00     | 1114                   | 1106                   | 1005                   | Лапаз             | 4               |
| Мустаєвська сільська рада      | 248,28     | 1608                   | 1378                   | 1228                   | Мустаєво          | 3               |
| Нестеровська сільська рада     | 287,34     | 1194                   | 891                    | 724                    | Нестеровка        | 5               |
| Новосергієвська селищна рада   | 277,53     | 14004                  | 14506                  | 14487                  | Новосергієвка     | 6               |
| Платовська сільська рада       | 259,39     | 1699                   | 1529                   | 1454                   | Платовка          | 5               |
| Покровська сільська рада       | 288,52     | 3694                   | 3544                   | 3398                   | Покровка          | 4               |
| Рибкинська сільська рада       | 214,69     | 1067                   | 941                    | 858                    | Рибкино           | 2               |
| Середньоуранська сільська рада | 233,28     | 1247                   | 1160                   | 1028                   | Середньоуранський | 3               |
| Старобілогорська сільська рада | 176,50     | 960                    | 881                    | 738                    | Старобілогорка    | 1               |
| Судьбодаровська сільська рада  | 332,78     | 1473                   | 1336                   | 1178                   | Судьбодаровка     | 6               |
| Хуторська сільська рада        | 260,34     | 1632                   | 1637                   | 1571                   | Хуторка           | 4               |
| Ясногорська сільська рада      | 342,62     | 1708                   | 1427                   | 1257                   | Ясногорський      | 5               |

## Найбільші населені пункти
Нижче подано перелік населених пунктів з чисельність населення понад 1000 осіб:
| № | Населений пункт | Населення, осіб (2002) | Населення, осіб (2010) |
| - | --------------- | ---------------------- | ---------------------- |
| 1 | Новосергієвка   | 13261                  | 13737                  |
| 2 | Покровка        | 2913                   | 2986                   |
| 3 | Ясногорський    | 1250                   | 1147                   |
| 4 | Кулагіно        | 1191                   | 1142                   |

## Господарство
Основу сільського господарства складають зернове виробництво і тваринництво. На території району працюють 15 великих, 16 малих сільгосппідприємств, зареєстровано 303 СФГ, налічується понад 13,5 тис. особистих підсобних господарств. Посівна площа району — 173,9 тисяч гектарів.